# Hot Toys
Hot Toys는 홍콩의 피겨 회사이다. 2010년, Hot Toys의 홍콩의 유일한 공식 매장 Toy Hunters는 잡지 〈타임 아웃〉에서 최고의 독립 매장 50 점포 중 하나로 선정되었다.